# Langage, musique, poésie
Langage, musique, poésie est un recueil d'essais de Nicolas Ruwet, publié aux éditions du Seuil en 1972.
Il regroupe des essais précédemment publiés dans diverses revues, groupés en deux parties : musique et poétique.

## Musique
- « Contradictions du langage sériel », Revue belge de Musicologie, 13 (1959), p. 83-97.
- « Fonctions de la parole dans la musique vocale », Revue belge de Musicologie, 15 (1961), p. 8-28.
- « Note sur les duplications dans l’œuvre de Claude Debussy », Revue belge de Musicologie, 16 (1962), p. 57-70.
- « Méthodes d’analyse en musicologie », Revue belge de Musicologie, 20 (1966), p. 65-90.
- « Quelques remarques sur le rôle de la répétition dans la syntaxe musicale », To Honor Roman Jakobson, Monton, La Haye (1967), 1693-1703.

## Poétique
- « L’analyse structurale de la poésie », Linguistics 2 (1963), p. 38-59.
- « Un sonnet de Louise Labé », Linguistics 3 (1964), p. 62-83.
- « Sur un vers de Charles Baudelaire », Linguistics 17 (1965), p. 69-77.
- « Limites de l’analyse linguistique en poétique », version modifiée d’un article paru dans Langages 12 (1968), p. 56-70.
- « “Je te donne ces vers…” », Poétique 7, septembre 1971, p. 355-401.